# Cratopoda helix
Cratopoda helix är en tvåvingeart som först beskrevs av Stanley Willard Bromley 1935.  Cratopoda helix ingår i släktet Cratopoda och familjen rovflugor. Inga underarter finns listade i Catalogue of Life.